# Puinave
Puinave (Puinabe), pleme američkih Indijanaca porodice Puinavean nastanjeno u Kolumbiji duž rijeke Inírida i njezinih pritoka, te na susjednom području Venezuele u blizini Guasuriapana i San Fernando de Atabapoa.  Puinavama je domovina rijeka Inírida a o njihovom naseljavanju susjedne Venezuele malo je poznato. Jezično ih se povezuje s Macú Indijancima u širu porodicu Puinave-Macu (ponekad Puinavean), i s Tucano plemenima u Veliku porodicu Macro-Tucanoan. 

## Etnografija: život i običaji
Puinave su stanovnici kišne šume koji žive prvenstveno od poljodjelstva tipa posijeci-i-spali, nadopunjujući izvore prehrane lovom, ribolovom i sakupljanjem. U trećem mjesecu pale čestice prašume kako bi ih pripremili za sadnju koja počinje kišnom sezonom u svibnju i lipnju. Obrađeno područje nazivaju  'timot'  (=polja kasave) i ona su glavna aktivnost žena. Svake godine obitelj stvara novu česticu na različitim lokacijama, tako da bi kroz cijelu godinu bili opskrbljeni kasavom. Ribolov je druga najvažnija ekonomska aktivnost iza hortikulture jer predstavlja glavni izvor proteina. Lov i sakupljanje ne čine prioritetne ekonomske aktivnosti. Sakupljanje je sezonsko, a lov se sve više zanemaruje. 
Socijalnu strukturnu organizaciju u prošlosti bio je klan (24), egzogaman i patrilinearnog nasljeđa. Unutar svakog Puinave-sela svaka nuklearna obitelj inače s patripotestalnim autoritetom, posjeduje vlastitu kuću. Ženidba se prakticira i poželjna je među ukrštenim rođacima, dok je među paralelnim zabranjena. Isprva je postmaritalno stanište matrilokalno, mladoženja je dužan raditi određeno vrijeme za obitelj svoje žene, da bi se nakon izvjesnog vremena vratio u svoje selo. Otada pa nadalje stanište je patrilokalno. U novije vrijeme česti su i brakovi s Indijancima Curripaco, Cubeo, Piratapuyo, Dessana, Wuanano i Tukano. 

## Vanjske poveznice
- Puinave
- Puinave
- Grupos étnicos:Puinave  Arhivirana inačica izvorne stranice od 6. svibnja 2008. (Wayback Machine)